# Chan Rocks
Die Chan Rocks sind eine Gruppe von Felsen im ostantarktischen Viktorialand. Sie ragen entlang einer Eisklippe 8 km südöstlich des Miller Butte in der Gruppe der Outback-Nunatakker auf.
Der United States Geological Survey kartierte sie anhand eigener Vermessungen und Luftaufnahmen der United States Navy aus den Jahren von 1959 bis 1964. Das Advisory Committee on Antarctic Names benannte sie 1970 nach Lian Chan, Laborverwalter auf der McMurdo-Station im antarktischen Winter 1968.